# Karel Hajšman
Karel Hajšman (8. ledna 1920 – ???) byl český a československý politik Komunistické strany Československa a poúnorový poslanec Národního shromáždění ČSR.

## Biografie
Členem KSČ se stal v roce 1945. Původně působil jako hostinský a sedlák v obci Netunice. Po volbách v roce 1948 podle informací místních obyvatel daroval svůj majetek státu. V roce 1949 se uvádí jako funkcionář KSČ podílející se na perzekuci rodiny Kůsových kvůli jejich nesouhlasu s kolektivizací. V roce 1949 byl členem pléna Krajského výboru KSČ v Plzni za Jednotný svaz českých zemědělců. Bydlel v Netunicích.
Ve volbách roku 1948 byl zvolen do Národního shromáždění za KSČ ve volebním kraji Plzeň. V parlamentu zasedal až do konce funkčního období, tedy do voleb v roce 1954. Roku 1954 kandidoval do KNV v Plzni. Je tehdy popisován jako ředitel Československých státních statků.